# Arquebisbat de Mérida
|  | Aquest article tracta sobre la diòcesi veneçolana. Si cerqueu la diòcesi espanyola, vegeu «Arquebisbat de Mèrida-Badajoz». |

L'arquebisbat de Mèrida (castellà: Arquidiócesis de Mérida, llatí: Archidioecesis Emeritensis in Venetiola) és una seu metropolitana de l'Església Catòlica a Veneçuela. Al 2014 tenia 543.118 batejats sobre una població de 603.464 habitants. Actualment està regida pel bisbe cardenal Baltazar Enrique Porras Cardozo.

## Territori
La diòcesi comprèn 17 municipis de l'estat veneçolà de Mèrida.
La seu episcopal és la ciutat de Mèrida, on es troba la catedral de la Immaculada Concepció de Maria Verge.
El territori s'estén sobre 8.109 km², i està dividit en 62 parròquies, agrupades en 5 vicariats.

### Vicariats
El territori de l'arxidiòcesi es troba dividit en 5 vicaries: 
Vicariat Central
Comprèn les esglésies i parròquies del municipi Libertador i la ciutat de Mèrida.
Vicariat de El Páramo
Inclou les esglésies i parròquies dels municipis Miranda, Pueblo Llano, Cardenal Quintero, Rangeli Santos Marquina.
Vicariat de Ejido
Comprènles esglésies i parròquies ubicades als municipis Andrés Bello, Sucre, Campo Elías iPadre Noguera
Vicariat de Tovar
Comprèn les esglésies i parròquies ubicades als municipis Antonio Pinto Salinas, Zea, Tovar, Rivas DávilaiGuaraque.
Vicariat de los Pueblos del sur
Inclou les esglésies i parròquies ubicades als municipis Arzobispo Chacón i Aricagua.

### La província eclesiàstica
L'arquebisbat de Mèrida té les següents sufragànies:
- Barinas,
- Guasdualito,
- San Cristóbal de Veneçuela,
- Trujillo

## Història
La diòcesi de Mèrida va ser erigida el 16 de febrer de 1778 per mitjà de la butlla Magnitudo Divinae Bonitatis del Papa Pius VI, prenent el territori de l'arxidiòcesi de Santafé en Nueva Granada (avui arquebisbat de Bogotà), de la qual originàriament era sufragània. Originàriament va ser creada com a diòcesis de Mèrida de Maracaibo, car el seu territori ocupava ambdues ciutats.
El 29 de març de 1785 el primer bisbe de la diòcesi, Juan Ramos de Lora, establí l'erecció del seminari diocesà, que va ser inaugurat l'1 de novembre de 1790.
El 24 de novembre de 1803, en virtut de la butlla In universalis Ecclesiae regimine del Papa Pius VII, la diòcesi entrà a formar part de la província eclesiàstica de l'arquebisbat de Caracas.
El 1833 s'introduí a Veneçuela una llei sobre el patronatge eclesiàstic, segons la qual els bisbes eren nomenats per parlament nacional. Aquesta llei sovint provocà conflictes entre l'estat i l'Església, que van tenir com a conseqüència llargs períodes de sede vacante també per a la diòcesi de Mèrida.
El 7 de març de 1863 cedí porcions del seu territori per tal que s'erigissin les diòcesis de Barquisimeto i de Calabozo (avui totes dues arxidiòcesis).
El 28 de juliol de 1897 i el 12 d'octubre de 1922 cedí noves porcions de territori respectivament per a l'erecció de les diòcesis de Zulia (avui arquebisbat de Maracaibo) i de San Cristóbal de Veneçuela.
L'11 de juny de 1923 la diòcesi va ser elevada al rang d'arxidiòcesi metropolitana amb la butlla Inter praecipuas del Papa Pius XI
El 4 de juny de 1957, el 23 de juliol de 1965 i el 7 de juliol de 1994 cedí noves porcions de territori per tal que s'erigissin, respectivament, les diòcesis de Trujillo, de Barinas i d'El Vigía-San Carlos del Zulia.

## Cronologia episcopal
- Juan Ramos de Lora, O.F.M. † (23 de setembre de 1782 - 9 de novembre de 1790 mort)
- Cándido Manuel de Torrijos, O.P. † (19 de desembre de 1791 - 20 de novembre de 1794 mort)
- Antonio de Espinosa, O.P. † (18 de desembre de 1795 - 23 de setembre de 1800 mort)
- Santiago Hernández Milanés † (20 de juliol de 1801 - 26 de març de 1812 mort)
- Rafael Lasso de la Vega † (8 de març de 1815 - 15 de desembre de 1828 nomenat bisbe deQuito)
- José Buenaventura Arias Bergara † (22 de desembre de 1828 - 21 de novembre de 1831 mort)
- José Vicente de Unda † (11 de juliol de 1836 - 19 de juliol de 1840 mort)
- Juan HilarioBosset † (27 de gener de 1842 - 26 de maig de 1873 mort)
- Román Lovera † (20 d'agost de 1880 - 13 d'abril de 1892 mort)
- Antonio Ramón Silva † (21 de maig de 1894 - 1 d'agost de 1927 mort)
- AcacioChacón Guerra † (1d'agost de 1927- 15 de desembre de 1966 jubilat)
- José Rafael PulidoMéndez † (22 de novembre de 1966- 30 d'agost de 1972 mort)
- Ángel Pérez Cisneros † (30 d'agost de 1972- 20 d'agost de 1979 renuncià)
- Miguel Antonio Salas Salas, C.I.M. † (20 d'agost de 1979 - 30 d'octubre de 1991 jubilat)
- Baltazar Enrique Porras Cardozo, des del 30 d'octubre de 1991

## Estadístiques
A finals del 2004, la diòcesi tenia 543.118 batejats sobre una població de 603.464 persones, equivalent al 90,0% del total.
| any  | població | població | població | sacerdots | sacerdots       | sacerdots       | sacerdots             | diaques | religiosos | religiosos | parròquies |
| ---- | -------- | -------- | -------- | --------- | --------------- | --------------- | --------------------- | ------- | ---------- | ---------- | ---------- |
| any  | batejats | total    | %        | total     | clergat secular | clergat regular | batejats por sacerdot | diaques | homes      | dones      |            |
| 1950 | 454.000  | 455.000  | 99,8     | 89        | 65              | 24              | 5.101                 |         | 48         | 132        | 77         |
| 1966 | 261.200  | 262.000  | 99,7     | 84        | 52              | 32              | 3.109                 |         | 28         | 139        | 38         |
| 1970 | 260.000  | 270.668  | 96,1     | 74        | 41              | 33              | 3.513                 |         | 38         | 204        | 41         |
| 1976 | 377.000  | 380.000  | 99,2     | 92        | 62              | 30              | 4.097                 |         | 44         | 206        | 54         |
| 1980 | 446.000  | 450.000  | 99,1     | 81        | 57              | 24              | 5.506                 |         | 31         | 190        | 47         |
| 1990 | 607.000  | 612.396  | 99,1     | 100       | 60              | 40              | 6.070                 |         | 56         | 245        | 65         |
| 1999 | 533.072  | 543.545  | 98,1     | 112       | 75              | 37              | 4.759                 |         | 55         | 200        | 51         |
| 2000 | 543.487  | 554.931  | 97,9     | 86        | 60              | 26              | 6.319                 | 2       | 43         | 232        | 51         |
| 2001 | 547.349  | 564.277  | 97,0     | 114       | 78              | 36              | 4.801                 | 2       | 54         | 232        | 52         |
| 2002 | 516.341  | 573.712  | 90,0     | 115       | 78              | 37              | 4.489                 | 2       | 60         | 237        | 54         |
| 2003 | 530.798  | 589.775  | 90,0     | 125       | 86              | 39              | 4.246                 | 2       | 69         | 240        | 61         |
| 2004 | 543.118  | 603.464  | 90,0     | 128       | 84              | 44              | 4.243                 | 3       | 67         | 269        | 62         |